# 潮崎山古墳
潮崎山古墳（しおざきやまこふん）は、広島県福山市新市町相方（さがた）にある古墳。形状は前方後円墳と推定される。史跡指定はされていない。伝出土鏡・鉄斧が広島県指定重要文化財に指定されている。

## 概要

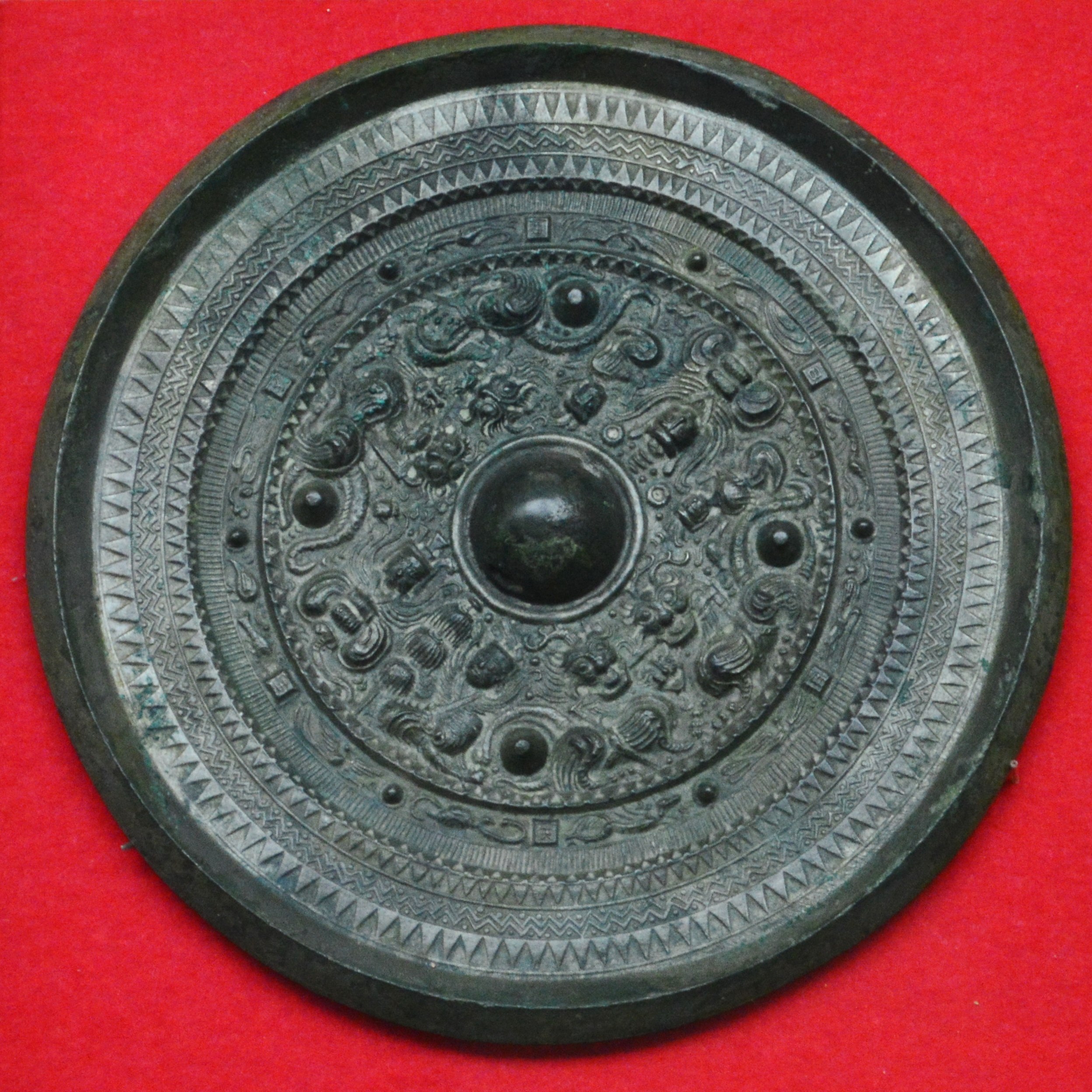
伝出土三角縁神獣鏡（複製）みよし風土記の丘ミュージアム（広島県立歴史民俗資料館）展示。

広島県東部、芦田川南岸において芦田川・神谷川の合流点を見下ろす丘陵上に築造された古墳である。江戸時代後期の文政10年（1827年）に発掘されているが（『西備名区』）、これまでに発掘調査は実施されていない。
墳丘は大きく削平を受けているため墳形は明らかでないが、前方後円形と推定され、墳丘長30メートル・後円部直径17メートル程度と見積もられる。埋葬施設は、『西備名区』の記述によれば石槨とされる。副葬品としては、江戸時代の発掘の際に三角縁神獣鏡・鉄斧が出土したと伝わる。築造時期は古墳時代前期の4世紀代と推定され、備後地方における代表的な初期古墳（備後地方最古の前方後円墳か）として重要視される古墳になる。
伝出土鏡・鉄斧は1981・1982年（昭和56・57年）に広島県指定重要文化財に指定された。現在では想定後円部の墳頂に千葉修理之進の墓が建立されている。

## 文化財

### 広島県指定文化財
- 重要文化財（有形文化財）
  - 伝潮崎山古墳出土三角縁五神四獣鏡及び短冊型鉄斧（考古資料） - 1981年（昭和56年）11月6日指定、1982年（昭和57年）2月23日に追加指定・名称変更[3]。
    - 三角縁五神四獣鏡 - 直径22.0センチメートル、厚さ0.2-0.3センチメートル[3]。国分寺古墳（鳥取県倉吉市）出土鏡と同笵[2]。
    - 短冊型鉄斧 - 長さ24.8センチメートル、幅頭部5.5センチメートル、幅中央部6.0センチメートル、幅刃部7.0-7.5センチメートル、厚さ1-4センチメートル[3]。

## 関連施設
- みよし風土記の丘ミュージアム（広島県立歴史民俗資料館）（三次市小田幸町） - 潮崎山古墳の伝出土鏡複製品等を展示。
- ふくやま草戸千軒ミュージアム（広島県立歴史博物館）（福山市西町） - 潮崎山古墳の伝出土鏡複製品等を展示。
- 福山市しんいち歴史民俗博物館（福山市新市町） - 潮崎山古墳の伝出土鏡複製品等を展示。